# Hotel Ryugyong
El Hotel Ryugyong (en chosŏn'gŭl, 류경려관; en hancha, 柳京旅館; McCune-Reischauer, Ryugyŏng Ryŏgwan; en hangul, 유경호텔; romanización revisada, Ryugyeong Hotel) es un rascacielos pendiente de inauguración situado en Pionyang, la capital de Corea del Norte. El edificio también es conocido como Edificio 105, debido al número de plantas que tiene. Su construcción se remonta a 1987, pero se detuvo en 1992 debido a que el país entró en una época de crisis después de la disolución de la Unión Soviética.
En 1992, el rascacielos alcanzó el tope, pero sin ventanas y sin acondicionamiento interior. La obra prosiguió en 2008 y finalizó en 2011 definitivamente, cuando se acabó de acristalar el exterior. La apertura al público se ha programado sucesivas veces, pero se ha ido posponiendo. A causa de ello, el edificio ha sido utilizado como objeto de burla y mofa por la prensa extranjera, refiriéndose a él como «El peor edificio del mundo» y «El hotel de la fatalidad», entre otras denominaciones.

## Arquitectura
El rascacielos tiene una altura de 330 metros, lo que lo convierte en un símbolo resaltable del panorama urbano de Pionyang y, de lejos, la estructura más alta de todo Corea del Norte. La construcción del Ryugyong estuvo pensada para que finalizase antes del decimotercer Festival Mundial de la Juventud y los Estudiantes de 1989 y conseguir ser el hotel más alto del planeta. El aún no acabado edificio no fue superado en ese estatus por ningún otro, hasta 2009, cuando se completó la Rose Tower en Dubái, Emiratos Árabes Unidos. Actualmente, el edificio ostenta la posición 76 entre los rascacielos más altos del mundo —junto al China World Trade Center Tower 3 en Pekín, República Popular China— y el quinto con más plantas, ya que tiene 105.
El edificio consiste en tres salientes en forma de aleta de 100 metros de largo y 18 de ancho, formando un ángulo de 75 grados. Todos los salientes convergen en un pináculo. En el tope, el rascacielos posee un cono truncado de 40 metros de anchura, en el que hay ocho plantas que se construyeron para que rotasen y seis plantas estáticas. Desde sus orígenes, el edificio se pensó también para albergar cinco restaurantes giratorios y, dependiendo de las fuentes, de 3000 a 7665 habitaciones. Según el ejecutivo de Orascom Construction Industries Khaled Bichara, el rascacielos puede tener otras funciones además de las de alojamiento, como apartamentos, centros comerciales o el restaurante giratorio ya mencionado.

## Construcción

### Antecedentes
Supuestamente, el plan de hacer un gran hotel surgió como respuesta a la finalización del hotel más alto del mundo en 1986, el Westin Stamford en Singapur, por parte de la compañía surcoreana SsangYong Group durante la Guerra Fría. El gobierno vio el proyecto como una forma de entrada al mercado para los inversores occidentales. Con ello, se creó la empresa Ryugyong Hotel Investment and Management Co., para captar 230 millones de USD. A su vez, un representante del Gobierno norcoreano prometió una delicada supervisión para permitir a inversores extranjeros operar en casinos, clubes nocturnos o en salones japoneses. La compañía norcoreana Baikdoosan Architects & Engineers comenzó en 1987 la construcción del hotel.

### Detención del proyecto

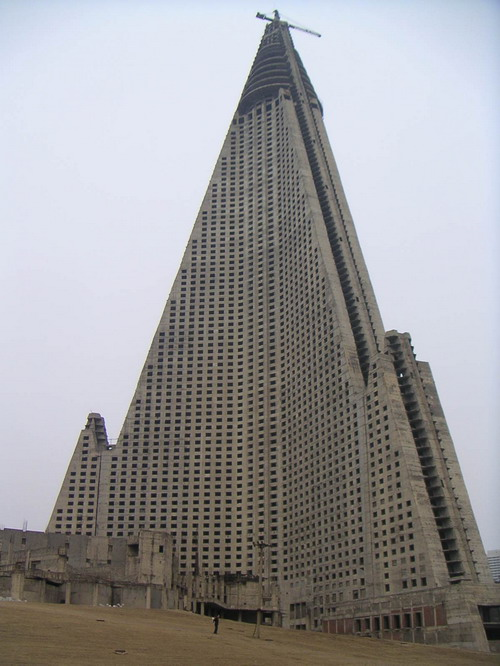
Imagen típica del edificio durante la época en que estuvo inconcluso (1992-2008), con la grúa en lo alto.

La finalización del proyecto estaba programada para coincidir con la apertura del Festival Mundial de la Juventud y los Estudiantes en 1989, pero algunos problemas relacionados con los métodos de construcción y los materiales retrasaron su avance. De haber acabado a tiempo, habría sido el séptimo rascacielos más alto del mundo y el primer hotel en altura de la época.
En 1992, después de que el edificio hubiese alcanzado su apogeo arquitectónico, los responsables detuvieron la construcción debido a la falta de fondos para la electricidad y a la escasez de alimentos en el país, tras el colapso del bloque soviético. La prensa japonesa estimó el coste de la construcción en 750 millones de USD, el 2% del producto interior bruto de Corea del Norte. Durante más de una década, el rascacielos sin acabar estuvo vacío y sin ventanas, artefactos o accesorios, reduciéndose solo a la estructura de hormigón. Muy simbólica era una grúa de construcción oxidada, que la BBC denominó como «un recordatorio de la frustrada ambición del estado totalitario». Según Marcus Noland, a finales de la década de 1990 la Cámara de comercio de la Unión Europea en Corea inspeccionó el edificio y concluyó que la estructura era irreparable. Muchas dudas quedaron planteadas acerca de la calidad de los materiales utilizados y la alineación de los pozos de los ascensores, pues algunas fuentes afirmaban que estaban torcidos.
En un artículo de 2006, ABC News puso en tela de juicio si el país poseía las suficientes materias primas o energía para un proyecto de esas características. Un funcionario del Gobierno norcoreano comentó al diario Los Angeles Times que la construcción no se completaba porque «[Corea del Norte] carecía de dinero». La paralización de la obra, los rumores de problemas y el misterio sobre su futuro, llevó a los medios a que lo denominasen como «El peor edificio del mundo», «El hotel de la fatalidad» o «El hotel fantasma».
Aunque hubo burlas sobre imágenes del hotel completo en sellos norcoreanos, el gobierno ignoró la existencia del edificio durante la detención de su construcción, a pesar de que dominaba el horizonte de Pionyang. Además, el Gobierno norcoreano manipuló fotografías oficiales y mapas impresos con tal de que no apareciese la estructura inconclusa en el horizonte de la capital.

### Reanudación de la obra
En abril de 2008, después de 16 años de inactividad, los trabajos en el edificio fueron retomados, esta vez por la compañía egipcia Orascom Construction Industries. Los directivos de Orascom, que habían firmado un contrato de 400 millones de USD con el Gobierno norcoreano para instalar una red de telecomunicaciones 3G, negó que este acuerdo estuviese directamente relacionado con el trabajo de la construcción. En 2008, oficiales del gobierno afirmaron que el hotel estaría listo en 2012, coincidiendo con el aniversario número 100 del «Presidente Eterno» Kim Il-sung. Además, al año siguiente, el jefe de operaciones de Orascom, Khaled Bichara, señaló que la empresa «no había encontrado demasiados problemas estructurales» a causa del paro de la obra, además de recalcar que un restaurante giratorio se encuentra en la azotea del edificio.
En el mes de julio de 2011, se informó de que el trabajo exterior había sido terminado. La compañía Orascom añadió nuevas características al edificio, tales como paneles de vidrio y antenas de comunicación. En septiembre de 2012, algunas fotografías del interior del hotel, tomadas por Koryo Tours, fueron mostradas al público por primera vez. Se podía apreciar que había muy pocos artefactos o muebles. Dos meses más tarde, la operadora de hoteles internacional Kempinski anunció que el hotel estaría en funcionamiento hacia mediados de 2013. Sin embargo, estos planes quedaron suspendidos debido al aumento de las tensiones políticas en el país en 2013.